# Marc Hottiger
Marc Hottiger, född 7 november 1967, är en schweizisk före detta professionell fotbollsspelare som spelade högerback för fotbollsklubbarna Lausanne-Sport, Sion, Newcastle United och Everton mellan 1988 och 2002. Han vann två raka schweizisk cuper med Lausanne-Sports för säsongerna 1997–1998 och 1998–1999. Hottiger spelade också 63 landslagsmatcher för det schweiziska fotbollslandslaget mellan 1989 och 1996.